# Transponeren (muziek)

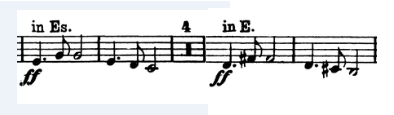
Deel van de trompetpartij van de 9^{e} symfonie van Dvořák, waarin moet worden getransponeerd

In de muziek duidt transponeren of transpositie er op dat een muziekstuk in een nieuwe toonsoort wordt geschreven. Transponeren komt er in feite op neer dat iedere noot van de originele compositie met hetzelfde aantal halve tonen of hele tonen wordt verhoogd of verlaagd. 
- C naar Cis/Des: alles een halve toon hoger, 7 kruisen/5 mollen erbij
- C naar D: alles een hele toon hoger, 2 kruisen erbij
- D naar C: alles een hele toon lager, 2 kruisen eraf

Een transponerend instrument zoals een trompet is een muziekinstrument dat van zichzelf al transponerend is. Akkoordsymbolen zoals die in de lichte muziek gebruikelijk zijn, moeten ook worden getransponeerd. Het kan verder ook voorkomen dat  binnen een partij in een stuk moet worden getransponeerd. Zo staan bijvoorbeeld in de trompetpartij van de Negende symfonie van Antonín Dvořák gedeeltes afwisselend in E, in Es of in C genoteerd, zonder dat het de bedoeling is dat van instrument wordt gewisseld. Indien dit gebeurt, zal soms de aanwijzing muta in "X" staan, waarin X een toon is, op het moment dat de geschreven toonsoort verandert.